# Аменхотеп II
Аменхотеп II (буквальне значення імені — «бог Амон задоволений») — сьомий фараон XVIII династії єгипетських фараонів (1426 до н. е. до 1401 до н. е., за іншими відомостями — до 1397 до н. е.).

## Юність
Був сином фараона Тутмоса III та Мерітри-Хатшепсут, на якій його батька одружився після смерті старшої дружини та сина. Аменхотеп народився й деякий час мешкав у Мемфісі. Роком народження є 1444 або 1445 рік до н. е., в залежності від року сходження на трон (він його обійняв у 18 років).
Отримав звичайну освіту для єгипетського аристократа: добре стріляв з лука, бігав, вправно справлявся із списом та мечем. Водночас отримав знання з управління, займаючись поставками зерна у Нижньому Єгипті.
Приблизно у 1430 році було проведено обряд седет, й Аменхотеп став співправителем батька. Ймовірно це сталося, щоб закріпити волю Тутмоса III щодо успадкування влади Аменхотепа, а також долучити останнього до державних справ. Іншою причиною була хвороба фараон, через яку той не міг вже повноцінно виконувати свої обов'язки.

## Володарювання
Після смерті у 1426 році до н. е. батька Аменхотеп став новим фараоном XVIII династії. Із самого початку йому довелося захищати завоювання свого батька від мітанні та придушувати повстання у Палестині та Сирії. Перший похід фараон здійснив приблизно у 1423 році до н. е. проти Мітанні, військо якої розбив на річці Оронт. Згодом переміг коаліцію сирійських володарів, захопив важливе місто Кадеш, де стратив 7 бунтівних царів. Після повернення з сирійського походу Аменхотеп II придушив заворушення в Нубії.
Приблизно у 1419 році фараон стикнувся з новим повстанням у Сирії на чолі з державою Нахаріна (Мітанні). Під час карального походу Аменхотеп II розбив бунтівних володарів, дійшовши до Галлійського моря, захопив м. Шамші-Адуму, потім м. Нію. Протягом року фараон придушував повстання у Фінікії та північній Сирії, змусивши Мітанні підписати вигідний мир. З цього моменту остання не чинила колотнечу у Сирії, зберігаючи дружні стосунки з Єгиптом.
Приблизно у 1417 році здійснив ще один великий похід до Палестини, де підкорив бунтівні міста Іпек, Іхем, Ітурін, Мігдол, Анахарат. Після цього рушив на північ. Однак держави Месопотамії не наважилися виступити проти Аменхотепа II — царства Мітанні, Хеттське, сінеара спрямували йому данину.
У 1416 році фараон здійснив великий похід до Нубії, де змусив підкоритися собі усіх ворохобників, отримавши значну данину.
В останні роки життя розбудовував міста, особливу увагу фараон приділяв невеличким храмам у гирлі Ніла, а також в Нубії.
Вже за цього фараон починаються конфлікти із жерцями Амона, які претендували на незалежність від царської влади.
Помер фараон Аменхотеп II приблизно у 1401 або 1397 році до н. е. Його наступником став старший син Тутмос IV.